# بيارن فليم
بيارن فليم هو سياسي نرويجي، ولد في 30 سبتمبر 1914، وتوفي في 8 ديسمبر 1999. نشط حزبياً في الحزب الليبرالي.

## مناصب
- انتخب نائب عضو برلمان النرويج  [لغات أخرى]‏ عن دائرة Møre og Romsdal (Storting constituency) [الإنجليزية]‏ وقد انضم خلال فترته النيابية ‏ (1973 – 1977) للكتلة البرلمانية الحزب الليبرالي.
- انتخب عضو برلمان النرويج  [لغات أخرى]‏ عن دائرة Møre og Romsdal (Storting constituency) [الإنجليزية]‏ وقد انضم خلال فترته النيابية ‏ (1969 – 1973) للكتلة البرلمانية الحزب الليبرالي.
- انتخب عضو برلمان النرويج  [لغات أخرى]‏ عن دائرة Møre og Romsdal (Storting constituency) [الإنجليزية]‏ وقد انضم خلال فترته النيابية ‏ (1965 – 1969) للكتلة البرلمانية الحزب الليبرالي.
- انتخب نائب عضو برلمان النرويج  [لغات أخرى]‏ عن دائرة Møre og Romsdal (Storting constituency) [الإنجليزية]‏ وقد انضم خلال فترته النيابية ‏ (1961 – 1965) للكتلة البرلمانية الحزب الليبرالي.